# Canton d'Étables-sur-Mer
Le canton d'Étables-sur-Mer est une ancienne division administrative française, située dans le département des Côtes-d'Armor et la région Bretagne.

## Composition
Le canton d'Étables-sur-Mer regroupait les communes suivantes :
- Binic ;
- Étables-sur-Mer ;
- Lantic ;
- Plourhan ;
- Saint-Quay-Portrieux ;
- Tréveneuc.

## Démographie
| 1962   | 1968  | 1975  | 1982   | 1990   | 1999   | 2006   | 2011   | 2012   |
| ------ | ----- | ----- | ------ | ------ | ------ | ------ | ------ | ------ |
| 10 006 | 9 706 | 9 922 | 10 346 | 10 945 | 11 997 | 13 413 | 14 233 | 14 191 |

## Administration
- De 1833 à 1840, les cantons d'Etables et de Lanvollon avaient le même conseiller général. Le nombre de conseillers généraux par département était limité à 30[3].
- De 1840 à 1848, les cantons d'Etables et de Plouha avaient le même conseiller général. Le nombre de conseillers généraux par département était limité à 30[4].

### Conseillers généraux de 1833 à 2015
| Période                                  | Période      | Identité                              | Étiquette           | Qualité |
| ---------------------------------------- | ------------ | ------------------------------------- | ------------------- | --- |
| 1833                                     | 1840         | François Marie Duval (1812-1888)      |                     | Notaire à Lanvollon                                                                                                 |
| 1840                                     | 1848         | Louis Bernard de Rennes               | Orléaniste          | Président du Conseil général Député (1830, 1831-1834, 1836-1848) Magistrat Avocat                                   |
| 1848                                     | 1852         | Henri de Tréveneuc                    | Droite Monarchiste  | Propriétaire à Tréveneuc Représentant du peuple (1848-1851) Député (1871-1876), Sénateur (1876-1893)                |
| 1852                                     | 1877 (décès) | François Le Pomellec fils (1831-1877) | Droite              | Armateur, propriétaire, maire d'Etables-sur-Mer                                                                     |
| 1877                                     | 1883         | Paul Ruellan (1840-1905)              |                     | Propriétaire à Etables-sur-Mer (maire de 1889 à 1892)                                                               |
| 1883                                     | 1889         | M. Le Berre                           | Républicain radical | |
| 1889                                     | 1901         | Alfred Besnier                        | Républicain         | Conseiller municipal de Binic                                                                                       |
| 1901                                     | 1907         | Léon Le Cornec                        | Droite              | Propriétaire Maire de Plourhan                                                                                      |
| 1907                                     | 1913         | Gaspard-Jacques Le Pomellec           | Droite              | Armateur à Binic |
| 1913                                     | 1931         | Jean-Marie François Heurtel-Lamy      | RG                  | Négociant en vins Maire d'Etables-sur-Mer (1882-1883 et 1892-1931), conseiller d'arrondissement                     |
| 1931                                     | 1940         | Édouard-Alfred Delpierre              | RG                  | Ancien officier Maire de Saint-Quay-Portrieux (1919-1941)                                                           |
|                                          |              |                                       |                     | |
| 1945                                     | 1964 (décès) | Lucien Louis Lozet                    | MRP puis DVD        | Propriétaire, adjoint au maire de Saint-Quay-Portrieux                                                              |
| 7 février 1965                           | 1977 (décès) | Robert Richet                         | app. UNR puis UDR   | Entrepreneur de travaux publics Député (1962-1967) Maire de Saint-Quay-Portrieux (1965-1977)                        |
| 1977                                     | 1998         | Marcel Ollitrault                     | SE puis UDF         | Économiste à la chambre d’agriculture des Côtes-d'Armor Maire d'Etables-sur-Mer (1977-2001)                         |
| 1998                                     | 2015         | Loïc Raoult                           | PS                  | Préparateur en pharmacie hospitalière Maire de Plourhan (depuis 2001) Vice-président du conseil général (1998-2015) |
| Les données manquantes sont à compléter. |              |                                       |                     | |

### Conseillers d'arrondissement (de 1833 à 1940)
| Période | Période      | Identité                                           | Étiquette           | Qualité                                                                     |
| --- | ------------ | -------------------------------------------------- | ------------------- | --------------------------------------------------------------------------- |
| Les données manquantes sont à compléter.                                                                    |              |                                                    |                     |                                                                             |
| 1833 | 1842         | François Laurent Ruellan (1771-1850)               |                     | Négociant en toiles et produits agricoles, armateur, propriétaire à Étables |
| 1842 | 1848         | François Le Pommelec père                          |                     | Négociant, adjoint au maire de Binic                                        |
| |              |                                                    |                     |                                                                             |
| av.1856 | 1858         | Jean Videment                                      |                     | Propriétaire à Saint-Quay                                                   |
| 1858 | 1866 (décès) | Jean-Marie Ruellan (1804-1866)                     |                     | Armateur, propriétaire à Étables                                            |
| 1866 |              | Frédéric Ruellan (1837-1898, fils du précédent)    |                     | Propriétaire à Étables                                                      |
| |              |                                                    |                     |                                                                             |
| 1892 | 1904         | Jean-Marie Heurtel                                 | Républicain         | Négociant en vins, maire d'Étables (1882-1883 et 1892-1931)                 |
| 1904 | 1907         | Gaspard-Jacques Le Pommelec                        | Conservateur        | Armateur à Binic                                                            |
| 1907 | 1910         | Auguste-Julien Heurtel                             | Républicain libéral | Négociant, fabricant de cidre à Étables                                     |
| 1910 | 1928         | Jean-Marie Heurtel (frère du précédent, 1852-1932) | Républicain radical | Négociant en vins, maire d'Étables (1882-1883 et 1892-1931)                 |
| 1928 | 1940         | Ange Bantas                                        | PDP                 | Entrepreneur, maire de Plourhan                                             |
| Les conseils d'arrondissement ont été suspendus par la loi du 12 octobre 1940 et n'ont jamais été réactivés |              |                                                    |                     |                                                                             |